# NBA All-Rookie Team 2000-2010
Cestisti inseriti nell'NBA All-Rookie Team per il periodo 2000-2010

## Elenco
|           | Membri del Naismith Memorial Basketball Hall of Fame |
| Grassetto | Rookie of the Year                                   |
| Corsivo   | Prima scelta nel Draft NBA                           |

| Stagione  |                          |                                   |                            |                        |
| Stagione  | 1º quintetto             | 1º quintetto                      | 2º quintetto               | 2º quintetto           |
| Stagione  | Giocatore                | Squadra                           | Giocatore                  | Squadra                |
| --------- | ------------------------ | --------------------------------- | -------------------------- | ---------------------- |
| 2000-2001 | Mike Miller              | Memphis Grizzlies                 | Hidayet Türkoğlu           | Sacramento Kings       |
| 2000-2001 | Kenyon Martin            | New Jersey Nets                   | Desmond Mason              | Seattle SuperSonics    |
| 2000-2001 | Marc Jackson             | Golden State Warriors             | Courtney Alexander         | Dallas Mavericks       |
| 2000-2001 | Morris Peterson          | Toronto Raptors                   | Marcus Fizer               | Chicago Bulls          |
| 2000-2001 | Darius Miles             | Los Angeles Clippers              | Chris Mihm                 | Cleveland Cavaliers    |
| 2001-2002 | Pau Gasol                | Memphis Grizzlies                 | Jamaal Tinsley             | Indiana Pacers         |
| 2001-2002 | Shane Battier            | Memphis Grizzlies                 | Richard Jefferson          | New Jersey Nets        |
| 2001-2002 | Jason Richardson         | Golden State Warriors             | Eddie Griffin              | Houston Rockets        |
| 2001-2002 | Tony Parker              | San Antonio Spurs                 | Željko Rebrača             | Detroit Pistons        |
| 2001-2002 | Andrej Kirilenko         | Utah Jazz                         | Vladimir Radmanović (pari) | Seattle SuperSonics    |
| 2001-2002 | Andrej Kirilenko         | Utah Jazz                         | Joe Johnson (pari)         | Phoenix Suns           |
| 2002-2003 | Yao Ming                 | Houston Rockets                   | Emanuel Ginóbili           | San Antonio Spurs      |
| 2002-2003 | Amar'e Stoudemire        | Phoenix Suns                      | Gordan Giriček             | Memphis Grizzlies      |
| 2002-2003 | Caron Butler             | Miami Heat                        | Carlos Boozer              | Utah Jazz              |
| 2002-2003 | Drew Gooden              | Orlando Magic                     | Jay Williams               | Chicago Bulls          |
| 2002-2003 | Nenê                     | Denver Nuggets                    | J.R. Bremer                | Boston Celtics         |
| 2003-2004 | Carmelo Anthony          | Denver Nuggets                    | Josh Howard                | Dallas Mavericks       |
| 2003-2004 | LeBron James             | Cleveland Cavaliers               | T.J. Ford                  | Milwaukee Bucks        |
| 2003-2004 | Dwyane Wade              | Miami Heat                        | Udonis Haslem              | Miami Heat             |
| 2003-2004 | Chris Bosh               | Toronto Raptors                   | Jarvis Hayes               | Washington Wizards     |
| 2003-2004 | Kirk Hinrich             | Chicago Bulls                     | Marquis Daniels            | Dallas Mavericks       |
| 2004-2005 | Emeka Okafor             | Charlotte Bobcats                 | Nenad Krstić               | New Jersey Nets        |
| 2004-2005 | Dwight Howard            | Orlando Magic                     | Josh Smith                 | Atlanta Hawks          |
| 2004-2005 | Ben Gordon               | Chicago Bulls                     | Josh Childress             | Atlanta Hawks          |
| 2004-2005 | Andre Iguodala           | Philadelphia 76ers                | Jameer Nelson              | Orlando Magic          |
| 2004-2005 | Luol Deng                | Chicago Bulls                     | Al Jefferson               | Boston Celtics         |
| 2005-2006 | Chris Paul               | New Orleans-Oklahoma City Hornets | Danny Granger              | Indiana Pacers         |
| 2005-2006 | Charlie Villanueva       | Toronto Raptors                   | Raymond Felton             | Charlotte Bobcats      |
| 2005-2006 | Andrew Bogut             | Milwaukee Bucks                   | Luther Head                | Houston Rockets        |
| 2005-2006 | Deron Williams           | Utah Jazz                         | Marvin Williams            | Atlanta Hawks          |
| 2005-2006 | Channing Frye            | Portland Trail Blazers            | Ryan Gomes                 | Boston Celtics         |
| 2006-2007 | Brandon Roy              | Portland Trail Blazers            | Paul Millsap               | Utah Jazz              |
| 2006-2007 | Andrea Bargnani          | Toronto Raptors                   | Adam Morrison              | Charlotte Bobcats      |
| 2006-2007 | Randy Foye               | Minnesota Timberwolves            | Tyrus Thomas               | Chicago Bulls          |
| 2006-2007 | Rudy Gay                 | Memphis Grizzlies                 | Craig Smith                | Minnesota Timberwolves |
| 2006-2007 | Jorge Garbajosa (pari)   | Toronto Raptors                   | Rajon Rondo (pari)         | Boston Celtics         |
| 2006-2007 | LaMarcus Aldridge (pari) | Portland Trail Blazers            | Wálter Herrmann (pari)     | Charlotte Bobcats      |
| 2006-2007 | LaMarcus Aldridge (pari) | Portland Trail Blazers            | Marcus Williams (pari)     | Atlanta Hawks          |
| 2007-2008 | Al Horford               | Atlanta Hawks                     | Jamario Moon               | Toronto Raptors        |
| 2007-2008 | Kevin Durant             | Seattle SuperSonics               | Juan Carlos Navarro        | Memphis Grizzlies      |
| 2007-2008 | Luis Scola               | Houston Rockets                   | Thaddeus Young             | Philadelphia 76ers     |
| 2007-2008 | Al Thornton              | Los Angeles Clippers              | Rodney Stuckey             | Detroit Pistons        |
| 2007-2008 | Jeff Green               | Seattle SuperSonics               | Carl Landry                | Houston Rockets        |
| 2008-2009 | Derrick Rose             | Chicago Bulls                     | Eric Gordon                | Los Angeles Clippers   |
| 2008-2009 | Michael Beasley          | Miami Heat                        | Kevin Love                 | Minnesota Timberwolves |
| 2008-2009 | Brook Lopez              | New Jersey Nets                   | Marc Gasol                 | Memphis Grizzlies      |
| 2008-2009 | O.J. Mayo                | Memphis Grizzlies                 | Mario Chalmers             | Miami Heat             |
| 2008-2009 | Russell Westbrook        | Oklahoma City Thunder             | Rudy Fernández (pari)      | Portland Trail Blazers |
| 2008-2009 | Russell Westbrook        | Oklahoma City Thunder             | D.J. Augustin (pari)       | Charlotte Bobcats      |
| 2009-2010 | Tyreke Evans             | Sacramento Kings                  | Jonas Jerebko              | Detroit Pistons        |
| 2009-2010 | Stephen Curry            | Golden State Warriors             | James Harden               | Oklahoma City Thunder  |
| 2009-2010 | Taj Gibson               | Chicago Bulls                     | DeJuan Blair               | San Antonio Spurs      |
| 2009-2010 | Brandon Jennings         | Milwaukee Bucks                   | Marcus Thornton            | New Orleans Hornets    |
| 2009-2010 | Darren Collison          | New Orleans Hornets               | Jonny Flynn                | Minnesota Timberwolves |